# Tony Genaro
Tony Genaro (* 15. Oktober 1942 in Gallup, New Mexico als Anthony Genaro Acosta; † 7. Mai 2014 in Los Angeles, Kalifornien) war ein US-amerikanischer Schauspieler.
Eine falsche Altersangabe ermöglichte Genaro als 14-Jährigem den Zugang zur United States Army. Nach seinem Militärdienst bewarb er sich bei der San Diego Theatre Group und spielte dort mit Carl Weathers den Caliban in Shakespeares Der Sturm. Ab 1971 übernahm er zunächst kleinere Filmrollen, bevor er 1988 in Robert Redfords Komödie Milagro – Der Krieg im Bohnenfeld nennenswert in Erscheinung trat. Genaro war auch für das Fernsehen aktiv und dabei in den Serien The Shield – Gesetz der Gewalt, CSI: Miami, Will & Grace und Walker, Texas Ranger zu sehen.
Er starb im Alter von 72 Jahren in seinem Haus in Hollywood. Er hinterließ vier Kinder sowie seine drei jüngeren Brüder und eine Schwester.

## Filmografie (Auswahl)
- 1971: Bunny und Bill (Bunny O'Hare)
- 1972: Wacky Taxi
- 1987: La Bamba
- 1988: Milagro – Der Krieg im Bohnenfeld (The Milagro Beanfield War)
- 1989: Manhunt – Eine Stadt jagt einen Mörder (Manhunt: Search for the Night Stalker, Fernsehfilm)
- 1990: Tremors – Im Land der Raketenwürmer (Tremors)
- 1991: Switch – Die Frau im Manne (Switch)
- 1992: Eiskalte Leidenschaft (Final Analysis)
- 1992: Equinox
- 1993: 4 himmlische Freunde (Heart and Souls)
- 1994: Sprachlos (Speechless)
- 1995: Lone Justice 2
- 1996: Der Hexenclub (The Craft)
- 1996: Phenomenon – Das Unmögliche wird wahr (Phenomenon)
- 1996: Wunder auf Bestellung (The Big Squeeze)
- 1996: Showdown in Scorpion Spring (Scorpion Spring)
- 1998: Die Maske des Zorro (The Mask of Zorro)
- 1998: Mein großer Freund Joe (Mighty Joe Young)
- 2000: Price of Glory
- 2000: Unter falschem Namen (Auggie Rose)
- 2000: A Family in Crisis: The Elian Gonzales Story (Fernsehfilm)
- 2001: Die doppelte Nummer (Double Take)
- 2001: Tremors 3 – Die neue Brut (Tremors 3: Back to Perfection)
- 2001: My Father’s Love
- 2003: Die Wutprobe (Anger Management)
- 2005: Sueño Americano – Liebe, Musik, Leidenschaft (Sueño)
- 2005: Pissed
- 2006: World Trade Center
- 2009: Blue
- 2009: Der Solist (The Soloist)
- 2010: Boyle Heights
- 2011: Coming & Going
- 2013: Eine Hochzeit zu Weihnachten (Snow Bride, Fernsehfilm)